# Attacco al cimitero di Milltown
L'attacco al cimitero di Milltown (noto anche come massacro di Milltown) fu un attentato che ebbe luogo il 16 marzo 1988 al cimitero di Milltown (a Belfast, nell'Irlanda del Nord). Un membro dell'Ulster Defence Association (UDA), Michael Stone, attaccò con bombe a mano e pistole la folla accorsa per il funerale di tre membri della Provisional IRA uccisi a Gibilterra. L'attentatore aveva saputo che al cimitero non ci sarebbero stati poliziotti o membri armati dell'IRA. Dopo l'attacco, Stone scappò a piedi verso la vicina autostrada continuando a sparare e lanciare granate verso il gran numero di persone che decise di inseguirlo. Venne successivamente raggiunto e catturato da alcuni inseguitori che iniziarono a picchiarlo: fu salvato dal linciaggio grazie dall'intervento della polizia che lo arrestò. L'attentato provocò la morte 3 persone e il ferimento di più di 60. Questo "attacco individuale senza precedenti" è stato filmato dalle troupe televisive presenti sul posto per riprendere il funerale e causò un forte shock in tutto il mondo.
Tre giorni dopo, due caporali dell'esercito britannico si imbatterono al corteo funebre di una delle vittime dell'attentato di Milltown. I soldati in borghese sono stati trascinati fuori dalla loro auto da una folla inferocita, picchiati e poi uccisi dall'IRA, in un episodio che divenne noto come l'uccisione dei caporali.

## Antefatti
Il 6 marzo 1988, i membri della Provisional IRA Daniel McCann, Seán Savage e Mairéad Farrell furono uccisi dallo Special Air Service (SAS) a Gibilterra, nell'operazione Flavius. I tre stavano presumibilmente preparando un attentato dinamitardo contro il personale militare britannico in quella zona: le morti hanno tuttavia indignato i repubblicani poiché i tre erano disarmati e sono stati fucilati senza preavviso. I loro corpi sono arrivati a Belfast il 14 marzo e sono stati portati nelle case delle loro famiglie. La tensione iniziò a salire quando le forze di sicurezza britanniche cominciarono a presidiare i quartieri nei quali si trovavano le case delle vittime per cercare di impedire manifestazioni pubbliche in onore dei morti. I "Tre di Gibilterra" dovevano essere sepolti il 16 marzo nel "lotto repubblicano" situato presso il cimitero di Milltown. Per anni, i repubblicani si erano lamentati della pesante sorveglianza durante i funerali dei membri dell'IRA, cosa che aveva anche generato episodi di violenza. A differenza della normale procedura, in questa occasione le forze di sicurezza avevano accettato non essere presenti al funerale in cambio della garanzia che non ci sarebbero stati i tre spari di commiato da parte di uomini armati dell'IRA. L'esercito britannico e la Polizia Reale dell'Ulster (RUC) avrebbero invece vigilato da distante. Questa decisione non venne resa pubblica.
Michael Stone, lealista e membro dell'Ulster Defense Association (UDA), già era stato coinvolto in diversi omicidi e attacchi e si descriveva come un "paramilitare lealista freelance". Stone venne a sapere che il funerale sarebbe stato poco presidiato delle forze di sicurezza e decise quindi di cogliere l'occasione per "eliminare i leader dello Sinn Féin e dell'IRA di fianco alle tombe". Riferì che il suo attacco era una rappresaglia per l'attentato del Giorno della Memoria avvenuto quattro mesi prima, quando undici protestanti erano stati uccisi da una bomba dell'IRA esplosa durante una cerimonia della domenica della Memoria. In seguito disse al giornalista Peter Taylor che l'attentato "era simbolico: l'IRA aveva attaccato un cenotafio britannico e lui si stava vendicando attaccando l'equivalente dell'IRA". Stone ha affermato che lui e altri membri dell'UDA hanno preso in considerazione l'idea di collocare delle bombe nel cimitero, ma che il piano venne abbandonato perché le esplosioni avrebbero potuto mancare i leader repubblicani. Per questo decise di effettuare un attacco individuale utilizzando pistole e granate. Stone ha affermato che un "membro senior dell'UDA" gli aveva fornito l'autorizzazione ufficiale da parte dell'organizzazione dell'attacco e che la sera prima del funerale gli aveva fornito una pistola Browning Hi-Power 9 mm, un revolver Ruger Speed-Six .357 Magnum e sette granata RGD -5.

## Attacco

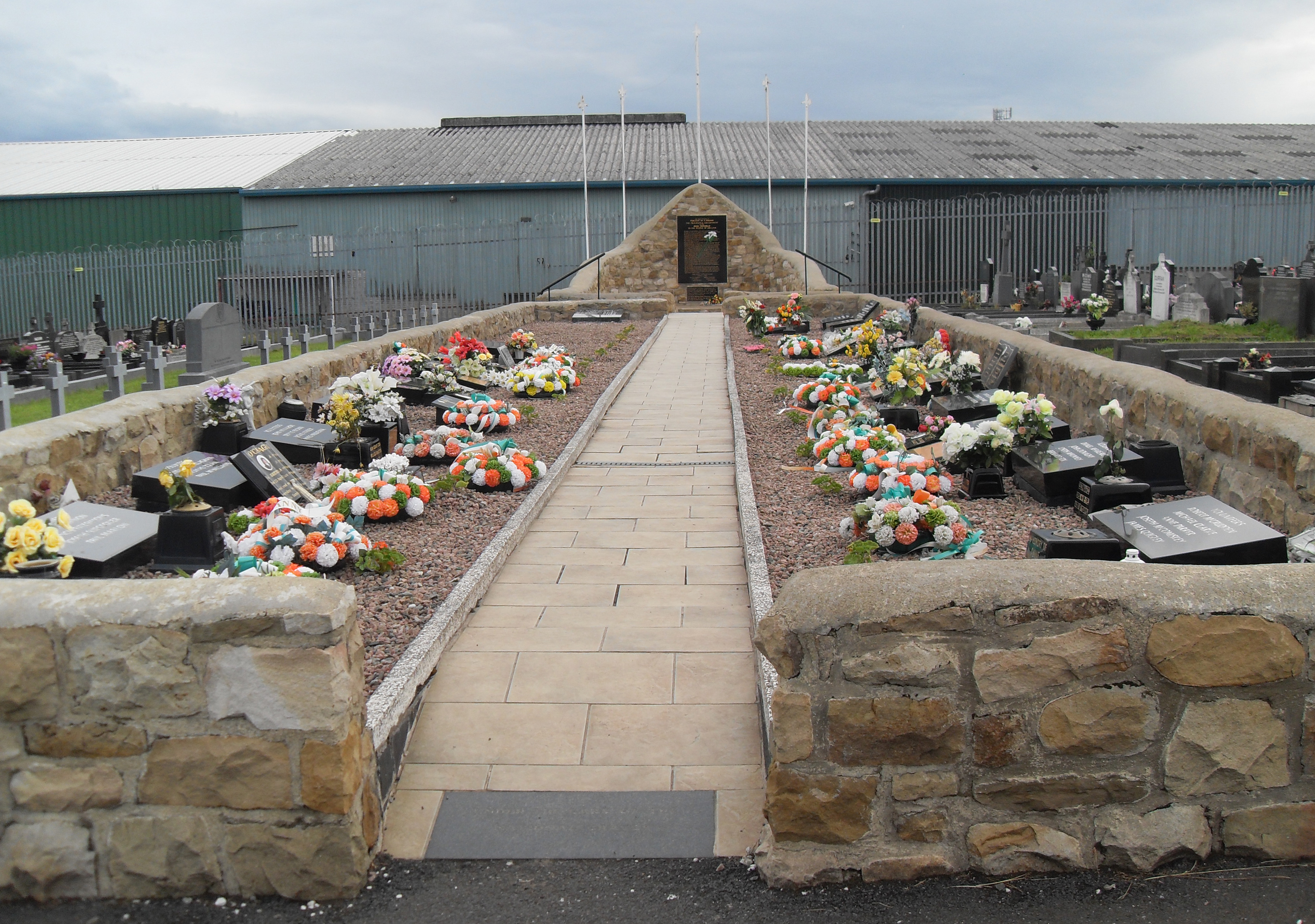
Il lotto repubblicano al cimitero di Milltown, obiettivo di Michael Stone

Il servizio funebre e la messa di requiem si svolsero come previsto e il corteo successivamente si diresse al cimitero di Milltown, vicino a Falls Road. Erano presenti migliaia di persone in lutto, tra cui alcuni membri di spicco dell'IRA e dello Sinn Féin, inclusi Gerry Adams e Martin McGuinness. Due elicotteri della RUC sorvolavano la zona. Stone ha affermato di essere entrato nel cimitero attraverso il cancello principale assieme ai partecipanti al funerale e di essersi mescolato tra la grande folla, sebbene un testimone abbia affermato di averlo visto entrare dall'autostrada M1 assieme ad altre tre persone.
Mentre la terza bara stava per essere calata nel terreno, Stone lanciò due granate (che avevano un ritardo di sette secondi) verso il lotto repubblicano e iniziò a sparare. La prima granata è esplosa vicino alla folla a circa 18/20 metri dalla tomba. Si creò una situazione di panico e confusione, con le persone che si riparavano dietro le lapidi. Stone iniziò a correre verso l'autostrada, a diverse centinaia di metri di distanza, inseguito da dozzine di persone, fermandosi regolarmente per sparare e lanciare granate contro i suoi inseguitori. Nell'edizione del 19 marzo dell'Irish Times, l'editorialista Kevin Myers, oppositore della violenza paramilitare repubblicana, ha scritto: "Giovani disarmati hanno affrontato l'uomo che lanciava granate e sparava con una pistola automatica ... I giovani che inseguivano la loro preda furono ripetutamente presi di mira; furono ripetutamente bombardati; hanno ripetutamente avanzato. In effetti questo non è stato semplicemente coraggio; è stato un atto eroico che in altre circostanze, non ho dubbi, avrebbe conquistato le più alte onorificenze militari».
Le tre vittime sono state uccise mentre inseguivano Stone: si tratta dei civili cattolici Thomas McErlean (20) e John Murray (26) e del membro dell'IRA Caoimhín Mac Brádaigh (30), noto anche come Kevin Brady. Durante l'attacco, circa 60 persone sono rimaste ferite da proiettili, schegge di granate e frammenti di marmo e pietra dalle lapidi: tra questi anche una donna in stato di gravidanza madre di quattro figli, un'anziana di 72 anni e un bambino di 10 anni. Alcuni lealisti hanno detto che Stone ha commesso l'errore di lanciare le sue granate troppo presto; il bilancio delle vittime sarebbe stato probabilmente molto più alto se le granate fossero esplose a mezz'aria, "facendo piovere schegge letali su una vasta area".
Un furgone bianco che era stato parcheggiato sulla corsia di emergenza dell'autostrada partì all'improvviso mentre Stone fuggiva dalla folla inferocita. Si ipotizzava che il furgone facesse parte dell'attacco, ma la RUC ha affermato che faceva parte di una pattuglia della polizia e che gli agenti si sono allontanati perché temevano per la propria vita. Stone ha riferito che aveva preparato un'auto per la fuga, guidata da un membro dell'UDA che avrebbe dovuto recuperarlo sul ciglio duro dell'autostrada: l'autista si sarebbe però "fatto prendere dal panico e se n'è andato". Quando Stone raggiunse l'autostrada, aveva apparentemente esaurito le munizioni. È corso sulla strada e ha cercato di fermare delle auto, ma è stato catturato dalla folla, picchiato e infilato in un veicolo dirottato. Gli ufficiali armati della RUC in Land Rover arrivarono rapidamente, "quasi certamente salvandogli la vita". Lo hanno arrestato e portato al Musgrave Park Hospital per curare le sue ferite. L'intero evento è stato ripreso dalle telecamere dei telegiornali.

## Conseguenze

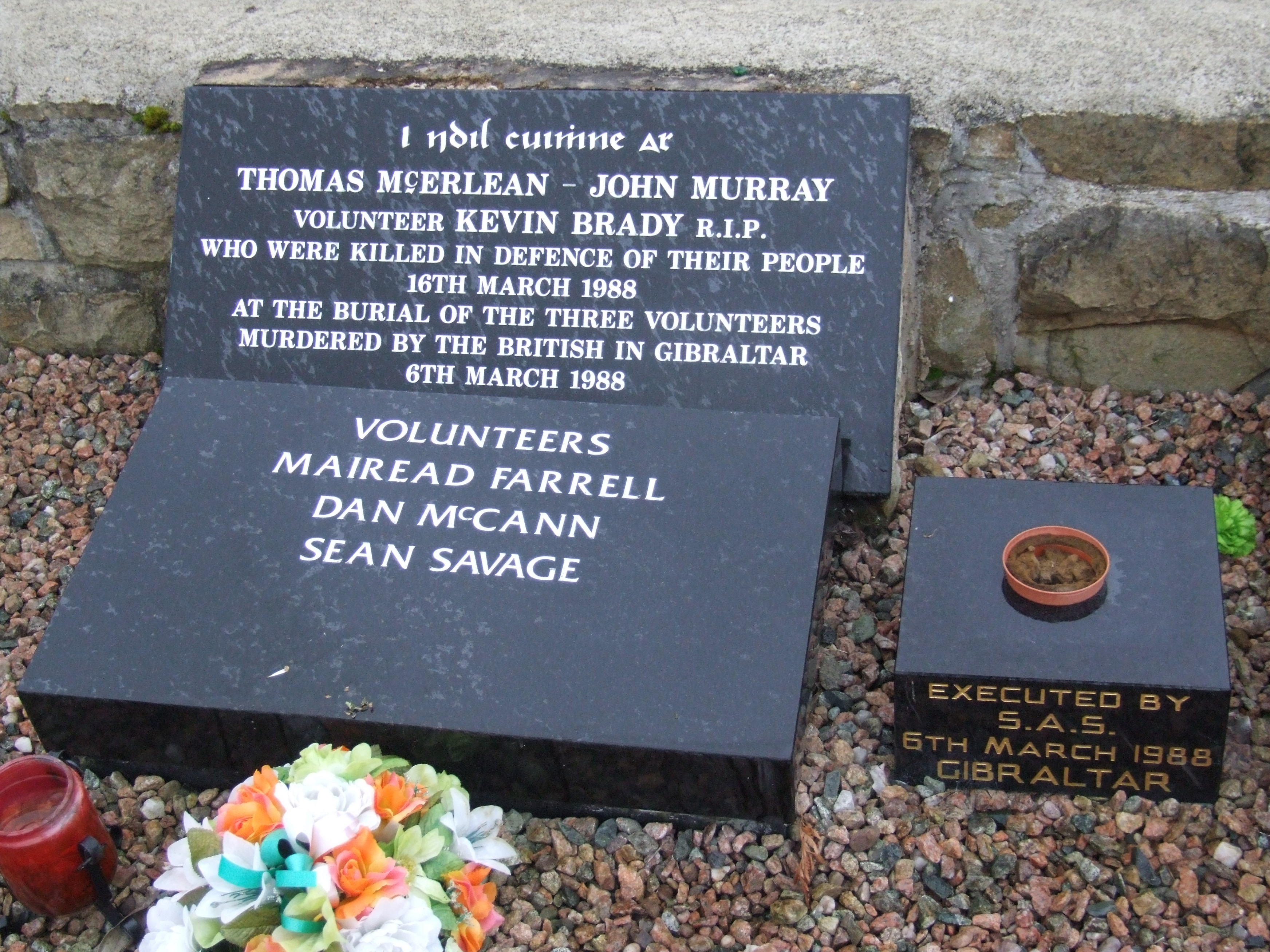
Il memoriale nel cimitero di Milltown ai "Tre di Gibilterra" e ai tre uomini uccisi nell'attacco durante il loro funerale

Quella sera, giovani arrabbiati nei distretti repubblicani hanno incendiato alcuni veicoli e hanno attaccato la RUC. Immediatamente dopo l'attacco, i due principali gruppi paramilitari lealisti - l'UDA e l'Ulster Volunteer Force (UVF) - hanno negato la loro responsabilità. Il leader della UDA West Belfast Brigade, Tommy Lyttle, pur non condannando l'attacco, ha affermato che Stone era un lupo solitario che agiva senza ordini diretti dell'UDA. Lyttle disse ad altri leader dell'UDA di seguire questa linea. Il membro dell'UDA Sammy Duddy ha dichiarato: "Dopo Milltown, due brigadieri dell'UDA di due battaglioni di Belfast hanno telefonato all'IRA per dire che non conoscevano Michael Stone ... Ma Michael era dell'UDA, era un sicario itinerante che inseguiva l'IRA e i repubblicani e non aveva bisogno di autorizzazioni perché quello era il suo lavoro. Quei due brigadieri erano spaventati che del'IRA potesse vendicarsi contro di loro o contro le loro aree ... così hanno rinnegato Michael, uno dei nostri migliori operatori".
Lo Sinn Féin e altri "hanno affermato che ci doveva essere stata una collusione con le forze di sicurezza, perché solo un ristretto numero di persone sapeva in anticipo della ridotta presenza di polizia ai funerali". Stone in seguito affermò di avere avuto rassicurazioni sul fatto che i soldati britannici e gli ufficiali della RUC non sarebbero stati schierati nel cimitero. Ha anche affermato di avere ricevuto informazioni dettagliate sui movimenti dell'esercito britannico e della RUC. Stone riferì che, la notte prima dell'attacco, gli venne consegnata la "dotazione di armi in un nascondiglio della Ulster Resistance in un luogo segreto fuori Belfast" e che venne "riportato in città da un membro della RUC". Secondo il giornalista Martin Dillon, le armi usate gli sono state fornite su ordine del capo dell'intelligence dell'UDA Brian Nelson, che in seguito si è rivelato essere un agente sotto copertura della Force Research Unit (FRU) dell'esercito britannico. 
Tre giorni dopo, durante il funerale di Caoimhín Mac Brádaigh, una delle vittime di Stone, due caporali dell'esercito britannico (Derek Wood e David Howes) in borghese e su un'auto civile entrarono, apparentemente per errore, nel percorso del corteo funebre. Molti dei presenti credevano che i soldati fossero lealisti intenti a ripetere l'attacco di Stone. Una folla inferocita ha circondato e attaccato la loro macchina. Il caporale Wood estrasse la sua pistola di servizio e sparò un colpo in aria. I due uomini sono stati poi trascinati fuori dall'auto prima di essere portati via, picchiati e uccisi dall'IRA. L'incidente viene spesso definito "l' uccisione dei caporali" e, come l'attacco a Milltown, è stato in gran parte filmato dalle telecamere dei notiziari televisivi.
La pistola Browning utilizzata da Stone venne stata sequestrata il giorno dell'attacco ed è stata utilizzata da un'unità dell'IRA per tendere un'imboscata a una pattuglia combinata RUC-Esercito a Belfast il 13 ottobre 1990. Un agente è stato ucciso a colpi d'arma da fuoco e un altro gravemente ferito. Nel marzo 1989, Stone è stato condannato per i tre omicidi a Milltown, per tre omicidi antecedenti di paramilitari per altri reati, ricevendo condanne per un totale di 682 anni. Molti lealisti intransigenti lo vedevano come un eroe e divenne un'icona lealista. Dopo la sua condanna, un numero della rivista UDA Ulster è stato dedicato a Stone, affermando che "è rimasto coraggiosamente in mezzo alla feccia ribelle e ha lasciato che lo facessero". A parte il tempo trascorso in custodia cautelare nella prigione di Crumlin Road, Stone ha trascorso tutta la sua pena nel carcere di Maze. Stone è stato rilasciato in base all'Accordo del Venerdì Santo dopo aver scontato 13 anni. L'autore e giornalista Martin Dillon ha intervistato Stone in prigione e ha pubblicato un libro su di lui nel 1992 intitolato "Stone Cold: The True Story of Michael Stone and the Milltown Massacre".
Stone in seguito pubblicò un'autobiografia, "None Shall Divide Us", che includeva un resoconto dell'attacco, in cui scriveva di essere profondamente dispiaciuto per il dolore che aveva causato alle famiglie delle vittime e che rendeva omaggio al coraggio di due degli uomini uccisi mentre lo inseguvano al cimitero (Murray, Mac Brádaigh). Stone ha scritto "Non ho scelto di uccidere come carriera, l'uccidere ha scelto me". Stone in seguito ha affermato che mentre era tenuto in custodia dalla polizia dopo l'attacco, un giovane ufficiale della RUC gli ha chiesto di firmare una copia della rivista interna della RUC Police Beat che aveva in copertina il volto del capo della polizia John Hermon. Nel novembre 2006, Stone è stato accusato del tentato omicidio di Martin McGuinness e Gerry Adams, essendo stato arrestato mentre tentava di entrare armato negli edifici del parlamento a Stormont. Successivamente è stato giudicato colpevole e condannato ad altri 16 anni di reclusione. Stone è stato rilasciato sulla parola nel 2021.